# Eigenbautraktor

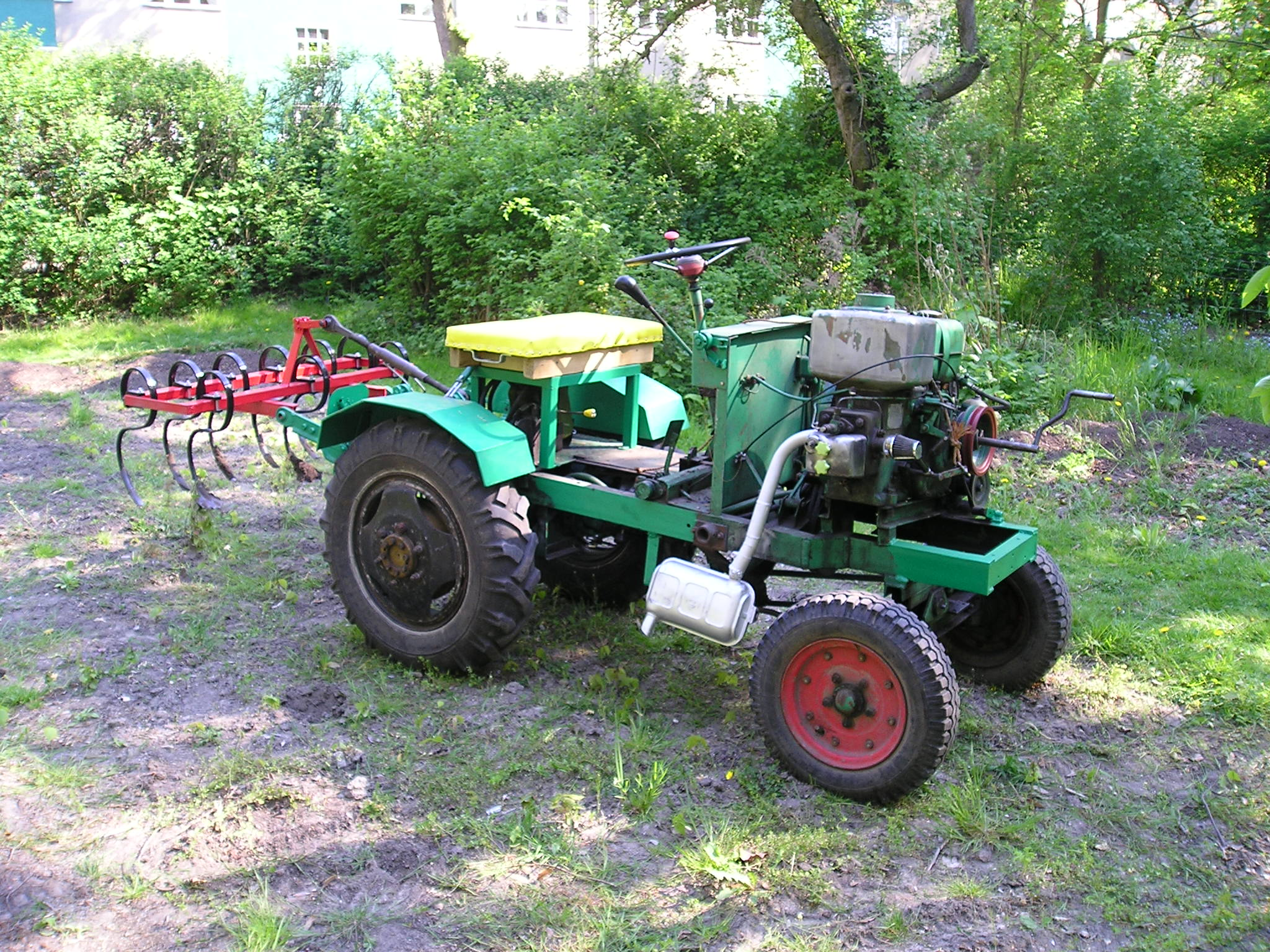
Eigenbautraktor mit 1H65-Verdampfermotor und Robur-Antriebsachse

Ein Eigenbautraktor (auch Traktor Marke Eigenbau, Eigenbauschlepper) ist eine Zugmaschine, die aus Teilen von anderen, meist nicht landwirtschaftlichen Fahrzeugen zusammengebaut wurde. Eigenbautraktoren sind meistens von Privatpersonen für den eigenen Gebrauch gebaut worden. Sie wurden in der DDR sehr häufig genutzt.

## Bauteile

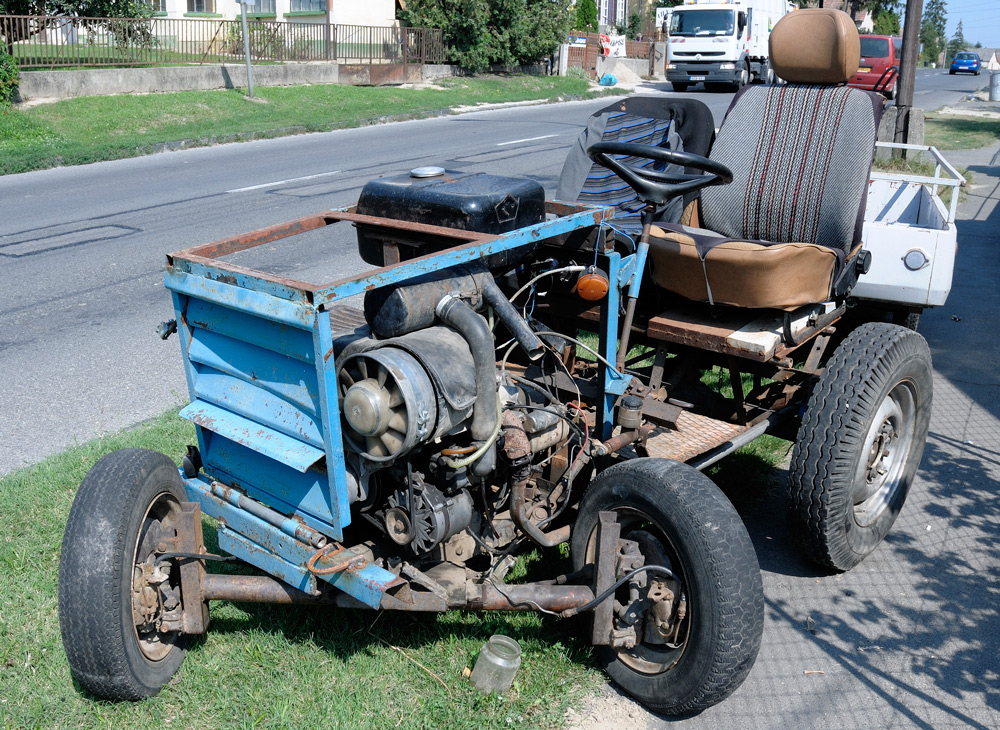
Ein Eigenbautraktor in Ungarn aus hauptsächlich Trabantteilen wie Motor, Tank und Lenkrad. Der Rahmen, die Aufbauten und die Vorderachse sind selbst zusammengeschweißt.

Es war in der DDR üblich und oft auch notwendig, aus vorhandenen Dingen etwas Neues zusammenzubauen. Brauchbare Teile wurden nicht weggeworfen. Teile, die aus anderen, meistens nicht landwirtschaftlichen Fahrzeugen und Geräten stammten, wurden geändert, zurechtgestutzt und angepasst. Meistens mussten die dazu benötigten Teile erst durch Beziehungen und Tauschgeschäfte beschafft werden.
Häufig benutzte Teile waren: Motoren und Getriebe vom Trabant 601, Motorroller- beziehungsweise Motorradmotoren (Motorroller Berlin, EMW), Verdampfermotoren (1H65, Deutz) und andere aus dem Cunewalder Motorenwerk (auch verwendet im Multicar, RS09 und Rüttelplatten), ebenso Motoren aus den Robur-LKW oder aus dem Picco-Dumper. Sehr oft kamen Antriebsachsen von Robur, Garant und Multicar zum Einsatz, ebenso deren Räder. Die Rahmen wurden überwiegend aus Stahlprofilen selbst zusammengeschweißt.

## Motivation
Die Maschinen wurden in der privaten, nebenberuflichen Landwirtschaft, bei Brennholztransporten oder dem Hausbau benötigt. Da es jedoch keine größeren Geräte für den privaten Gebrauch zu kaufen gab, entstand die Notwendigkeit, auf anderem Weg Abhilfe zu schaffen. Dies wurde durch die oft sehr gute handwerkliche Ausbildung und die Möglichkeit, Firmenwerkzeuge nach Feierabend zu nutzen, erleichtert.

## Politischer Hintergrund
Der Bau und Einsatz von Eigenbautraktoren wurde von der parteilichen und staatlichen Seite der DDR toleriert. Die landwirtschaftliche Nebenproduktion in Persönlichen Hauswirtschaften half vor allem in ländlichen Gebieten, die Versorgungslücken mit zusätzlichem Gemüse und Obst zu schließen. Der Ankauf wurde sogar staatlich subventioniert. Werkzeuge und Gartengeräte wurden verstärkt angeboten. Die Heimwerkeraktivitäten folgten aus den lückenhaften privaten Dienstleistungen. Dies stärkte insgesamt die „Hilfe zur Selbsthilfe“ und damit das Wohlbefinden der Bürger.

## Aktuelle Bedeutung
Viele Eigenbautraktoren befinden sich zurzeit immer noch im Einsatz. In den meisten Dörfern haben noch viele der Einwohner mit den entsprechenden Platzverhältnissen einen Eigenbautraktor. Diese werden vor allem für den Holztransport oder zur Bearbeitung des eigenen Feldes eingesetzt. Teilweise wurden sie jedoch durch die nach der Wende leichter zu erwerbenden Markentraktoren ersetzt. Mitunter wurden Eigenbautraktoren aber auch nach Wegfall des Hauptverwendungszwecks oft nicht verschrottet. Sie werden zu deutlich günstigeren Preisen als Markentraktoren gehandelt und stellen damit eine günstige Möglichkeit dar, ein Schlepp- oder Transportfahrzeug zu erwerben.

## Verkehrszulassung
Eigenbautraktoren können in den seltensten Fällen eine TÜV-Vollabnahme erlangen. Dies wird erschwert durch fehlende Rahmennummern sowie durch die meist fehlende allgemeine Betriebserlaubnis (ABE) für abgeänderte oder selbst konstruierte Bauteile wie Rahmen, Bremsanlagen und Sitzbänke oder wegen fehlender Überrollbügel.
In der DDR wurden in einigen Fällen Fahrzeugpapiere ausgestellt.
Die meisten Eigenbautraktoren wurden und werden mit 6-km/h-Schildern auf öffentlichen Straßen bewegt, obwohl viele deutlich schneller fahren können. Dies ist rechtlich nicht einwandfrei und erfordert neben einer vollständigen und funktionsfähigen Fahrzeugbeleuchtung gemäß der Fahrzeug-Zulassungsverordnung auch eine zuverlässige Bremsanlage und funktionstüchtige Lenkung.